# Lukas van Biljon
Pas d'image ? Cliquez ici

a Compétitions nationales et continentales officielles uniquement.

b Matchs officiels uniquement.
Dernière mise à jour le 8 octobre 2019.
Lukas van Biljon, né le 18 mars 1976 à Bloemfontein (Afrique du Sud), est un joueur de rugby à XV qui a joué avec l'équipe d'Afrique du Sud. Il évolue au poste de talonneur (1,88 m pour 107 kg).

## Carrière

### En club et province
- 2001-2003 : Sharks
- 2004 : Cats
- 2005 : Stormers
- 2006 : Cats

Il a dispute huit matchs de Super 14 en 2006 avec les Cats.

### En équipe nationale
Il a disputé son premier test match le 30 juin 2001 contre l'équipe d'Italie. Son dernier test match fut contre l'équipe de Nouvelle-Zélande, le 9 août 2003.

## Palmarès
- 13 test matchs avec l'équipe d'Afrique du Sud
- Test matchs par année : 9 en 2001, 3 en 2002, 1 en 2003